# 嘉悦秀明
嘉悦 秀明（かえつ ひであき、1974年10月8日 - ）は、栃木県出身の元サッカー選手。

## 来歴
宇都宮学園高校から1993年にJリーグ・横浜フリューゲルスに入団。公式戦出場は、1995年のリーグ戦6試合。
2000年に関東リーグの佐川急便東京SCに移籍し、エースとして関東リーグ優勝とJFL昇格に貢献した。2001年度天皇杯のJ1・名古屋グランパスエイト戦では、ハットトリックを達成して4-0で勝利した。2004年まで佐川東京に所属した後、2005年にロッソ熊本（現：ロアッソ熊本）で引退した。
2006年からはロッソ熊本にてコーチを務め、2008年から2001年まで栃木SCジュニアユースのコーチを務めていた。
2012年、福島ユナイテッドFCのアカデミーディレクターに就任。
2013年、福島ユナイテッドFCのU-15監督に就任。

## 所属クラブ
- 1990年-1992年 宇都宮学園高等学校
- 1993年-1996年 横浜フリューゲルス
- 1998年-1999年 栃木SC
- 2000年-2004年 佐川急便東京SC
- 2005年 ロッソ熊本

## 個人成績
| 国内大会個人成績 | 国内大会個人成績 | 国内大会個人成績 | 国内大会個人成績 | 国内大会個人成績 | 国内大会個人成績 | 国内大会個人成績 | 国内大会個人成績 | 国内大会個人成績 | 国内大会個人成績 | 国内大会個人成績 | 国内大会個人成績 |
| 年度             | クラブ           | 背番号           | リーグ           | リーグ戦         | リーグ戦         | リーグ杯         | リーグ杯         | オープン杯       | オープン杯       | 期間通算         | 期間通算         |
| 年度             | クラブ           | 背番号           | リーグ           | 出場             | 得点             | 出場             | 得点             | 出場             | 得点             | 出場             | 得点             |
| 日本             | 日本             | 日本             | 日本             | リーグ戦         | リーグ戦         | リーグ杯         | リーグ杯         | 天皇杯           | 天皇杯           | 期間通算         | 期間通算         |
| ---------------- | ---------------- | ---------------- | ---------------- | ---------------- | ---------------- | ---------------- | ---------------- | ---------------- | ---------------- | ---------------- | ---------------- |
| 1993             | 横浜F            | -                | J                | 0                | 0                | 0                | 0                | 0                | 0                | 0                | 0                |
| 1994             | 横浜F            | -                | J                | 0                | 0                | 0                | 0                | 0                | 0                | 0                | 0                |
| 1995             | 横浜F            | -                | J                | 6                | 2                | -                | -                | 0                | 0                | 6                | 2                |
| 1996             | 横浜F            | -                | J                | 0                | 0                | 0                | 0                | 0                | 0                | 0                | 0                |
| 通算             | 日本             | 日本             | J                | 6                | 2                | 0                | 0                | 0                | 0                | 6                | 2                |
| 総通算           | 総通算           | 総通算           | 総通算           | 6                | 2                | 0                | 0                | 0                | 0                | 6                | 2                |

## 指導経歴
- 2006年 ロッソ熊本：ジュニアユース監督
- 2007年 ロッソ熊本：トップチームコーチ兼育成センターチーフ
- 2008年 - 2009年 栃木SC：ジュニアユースコーチ
- 2010年 栃木SC：ジュニアユース監督
- 2011年 栃木SC：アカデミーセンターコーチ
- 2012年 福島ユナイテッドFC：アカデミーディレクター
- 2013年 - 福島ユナイテッドFC：U-15監督